# Böseckendorf
Böseckendorf è una frazione (Ortsteil) del comune di Teistungen. Si trova nel circondario rurale (Landkreis) di Eichsfeld, sul confine nord-occidentale del Land della Turingia con quello della Bassa Sassonia.
Sulle carte più antiche la si può trovare menzionata sia con la denominazione attuale che con la grafia alternativa di Bösekendorf.

## Localizzazione e luoghi di interesse
Böseckendorf si trova a circa 11 Km a nord-est da Heilbad Heiligenstadt, capoluogo del circondario rurale di Eichsfeld, e a circa 5 Km a sud-ovest di Duderstadt. Tramite le strade circondariali K112 e K113 è collegata ai centri abitati vicini. Il suo territorio comprende anche la località di Bleckenrode, sita due chilometri a sud-est.
Il paese ospita una chiesa del 1714.

## Storia
La prima menzione del luogo di Böseckendorf 1250 è in un atto notarile del conte Ulrich von Regenstein per il monastero di Beuren.
Nel 1961 è stata teatro di una fuga di massa dalla DDR verso ovest.
Il 1º aprile 1999 è stata inclusa nel comune di Teistungen.

### Fuga di massa
La sera del 2 ottobre 1961 circa metà della popolazione - 16 famiglie per un totale di 53 persone, tra cui 21 bambini - riuscì a fuggire a ovest raggiungendo l'abitato di Immingerode, in Germania Ovest, attraverso la zona di sicurezza minata, realizzando la più corposa fuga collettiva dalla DDR fino ad allora. Circa un anno e mezzo dopo, nella notte tra il 22 e il 23 febbraio 1963, altre 13 persone fuggirono a ovest. Il parroco della zona, monsignor Wilhelm Scheperjans, si impegnò attivamente per l'accoglimento dei fuggiaschi. Molti dei rifugiati si insediarono successivamente a Angerstein, una località a nord di Gottinga, dando vita a una comunità nominata Neu-Böseckendorf.
La fuga precedette di poco le operazioni di sistematica fortificazione del confine intratedesco da parte della dirigenza della DDR, a cui si accompagnò anche la deportazione degli agricoltori che si opponevano all'aggregazione alla locale azienda agricola collettiva.
Due targhe poste lungo la strada per Immingerode ricordano le due fughe di massa. Una reca la scritta Böseckendorf, l'altra le parole Zur / Erinnerung / an die Flucht / der Bewohner / des Dorfes / im Okt. 1961 / und Febr. 1963. (in memoria della fuga degli abitanti del paese, nell'ottobre 1961 e febbraio 1963).
Sull'episodio sono stati prodotti alcuni film:
- Un documentario della ZDF intitolato Neu-Böseckendorf del 1969.[5]
- Wir wollten nur noch raus! Ein Dorf flieht in den Westen. (Volevamo solo uscire! Un paese fugge a ovest). Un documentario di Peter Adler und Katrin Völker del 2005[6]
- Un documentario intitolato Grenzfall Böseckendorf – Flucht in letzter Sekunde (il caso Böseckendorf - fuga all'ultimo secondo)[7]
- Un film per la tv di Sat.1 del 2009 Böseckendorf – Die Nacht, in der ein Dorf verschwand (Böseckendorf - la notte che sparì un paese).